# Geneviève Dormann
Pour les articles homonymes, voir Dormann.
Geneviève Dormann, née le 24 septembre 1933 dans le 14e arrondissement de Paris et morte le 13 février 2015 à Neuilly-sur-Seine, est une femme de lettres et journaliste française.

## Biographie

### Famille et jeunesse
Son père, Maurice Dormann, est ouvrier-typographe, imprimeur, puis, grièvement blessé pendant la Grande Guerre en 1916, il devient journaliste et directeur du Réveil d'Étampes puis est élu député et sénateur. Il sera aussi brièvement ministre en 1930. Sa mère se prénomme Alice.
Enfant, elle puise dans la bibliothèque de son père.
Pendant la Seconde Guerre mondiale, elle et sa famille se réfugient à Tours, avant de retourner à Paris. Ils résident dans le village essonnien de Maisse de 1943 à 1944. Ils rentrent définitivement à Paris à la fin de 1944 où ils vivent dans le 16e arrondissement.
Elle est d'abord placée à la Maison d'éducation de la Légion d'honneur au château d'Écouen, puis en internat de jeunes filles, d'où elle est exclue pour avoir lu, et fait lire à l'une de ses camarades, un livre de Colette alors à l'index.
Méprisant les mathématiques, elle se passionne pour la littérature, apprenant par cœur des tirades de Jean Racine et traduisant Enoch Arden de Alfred Tennyson pour le plaisir. Ses résultats scolaires sont en dent de scie, étant soit première, soit dernière de la classe.
Elle fait ses études secondaires au lycée Jean-de-La-Fontaine à Paris.
Elle n'obtient pas le baccalauréat. Elle sort du couvent à l'âge de 17 ans pour épouser le peintre Philippe Lejeune — ce qui fait d'elle la belle-sœur du généticien Jérôme Lejeune —, dont elle a trois filles (lors de la cérémonie dans la chapelle de Nuits-Saint-Georges qu'il a décorée, la vierge Marie d'un vitrail a les traits de Geneviève Dormann). Elle en divorce cinq ans plus tard puis se remarie avec l'écrivain et parolier Jean-Loup Dabadie. Elle a une autre fille avec ce dernier, Clémentine.

### Carrière
Elle se lance dans le journalisme en 1959.
Après avoir écrit pour Marie Claire, Le Figaro Magazine, Le Point et Le Nouveau Candide, découverte par Jean Cayrol, Geneviève Dormann entame une carrière d'écrivain, tout en continuant à travailler dans la presse écrite et la radio.
Roger Nimier lui fait alors un canular : il lui envoie de faux courriers de Gaston Gallimard, d’Henry de Montherlant — auquel il fait dire qu'« une nouvelle Colette est née » — et d'Hélène Lazareff louant son talent.
Son caractère trempé, son goût de l'aventure et des voyages — en Indochine ou à l'Ile Maurice —, son esprit provocant, souvent à contre-courant des modes idéologiques, se retrouvent dans ses romans.
En 1967, elle rate le Prix Interallié au profit d'Yvonne Baby,, puis en 1974, de deux voix; il revient finalement à René Mauriès pour Le Cap de la gitane.
Elle fait partie du comité éditorial du magazine GEO à sa création en 1979.
Elle est une grande amie des quatre écrivains des Hussards, Antoine Blondin, Michel Déon, Jacques Laurent et Roger Nimier. Elle est également proche de Kléber Haedens et Jean Dutourd. Elle est par ailleurs membre du Club des ronchons dont ce dernier est un des piliers.
Elle est également sociétaire des Grosses Têtes en 1986 puis chroniqueuse de la Bande à Ruquier dans On va s'gêner. Elle participe à des émissions sur Radio Courtoisie.
Possédant une maison à Saint-Sauveur, elle est nommée vice-consul du royaume de Patagonie à l'île d'Yeu en 2002.
Elle devait faire paraître un ultime ouvrage en juin 2007, projet qui n'a pas été mené à terme.
Elle fait don de l'ensemble de ses manuscrits et de ses archives littéraires au département des Manuscrits de la Bibliothèque nationale de France en novembre 2013.

### Mort
Elle meurt à Neuilly-sur-Seine de maladie, le 13 février 2015, à l'âge de 81 ans. Dans une tribune au Figarovox, Irina de Chikoff lui rend hommage : « Adieu phénomène ! De l'autre côté de la vie, tu vas redevenir océan. » La ministre de la Culture Fleur Pellerin salue dans un communiqué « une femme libre à la plume provocante, une aventurière au verbe haut », qui « savait comme personne rendre le rire intelligent ».

## Opinions politiques
En 1960, elle signe la « Déclaration sur le droit à l'insoumission dans la guerre d'Algérie ».
Elle se dit « maurrassienne », « pour les élites et contre le suffrage universel ».
En 1975, dans Apostrophes, elle affirme être de droite « puisque les gens de gauche [le lui] affirment. »
Dans un entretien à Politique magazine en 2010, elle s'indigne de « l’aggravation de l’inculture, du côté des parents, et l’abandon de leur mission du côté des enseignants, la vulgarité des médias, la soumission totale au marché d’éditeurs acceptant au nom du chiffre des ventes le massacre de la langue française par leurs auteurs ».

## Prises de position
En 1975, avec Robert Aron, Thierry Maulnier, Roger Bésus, Dominique Jamet et Claude Joubert, elle cosigne une lettre au Monde, où elle s'insurge de l'article d'un universitaire faisant profession d'« aller cracher sur [la] tombe » de Robert Brasillach.
En 1980, elle dénonce dans la presse les « prix truqués, jurés achetés », visant expressément le Goncourt.
En 1985, elle écrit dans Le Crapouillot n°80 : « Les Juifs, trop souvent déshonorent leur tragédie passé par l'abus du pouvoir qu'ils en tirent. Lorsqu'ils me font le coup de : "tu es une goye, tu ne peux pas comprendre", les Juifs m'emmerdent, je le dis tout net. Lorsqu'à la moindre occasion, ils me balancent dans les gencives ce qu'on leur a fait, lorsque j'étais petite, prenant un sadique plaisir à tenter de faire surgir chez moi un sentiment de culpabilité ou de mauvaise conscience, je leur en veux comme j'en voudrais à des Vendéens qui, aujourd'hui, m'accuseraient d'avoir ravagé leurs villages et sauvagement assassiné leurs ancêtres... Je revendique le droit d'aimer les bons Juifs et d'envoyer paître les autres. » Guy Konopnicki lui réplique dans Information juive « et comment, madame Dormann, et comment ! ».
À la fin des années 1980, elle publie avec Régine Deforges des livres sur la broderie, ce qui suscite des critiques du milieu littéraire. Elle répond avec panache : « Il faut bien permettre aux cons de s'exprimer ».
Dans La Petite main, en 1993, elle croque Simone Veil sous les traits d'une femme au « gros derrière et regard méfiant de paysanne moldo-valaque qui surveille, au marché, son étal de lapins ». La même année, alors qu'elle est membre du Comité national pour la commémoration solennelle de la mort de Louis XVI et que le cardinal Lustiger fait part de sa réticence à commémorer le bicentenaire de la mort du roi, celle-ci le traite de « gland ». Elle est alors exclue du comité.
Le 20 décembre 1995, elle déclare sur Radio Courtoisie être contre l'avortement, mais « pour la liberté des gens ».
Le 25 janvier 1996, elle déclare sur France Inter que « Louis XVI était très populaire à l'époque », qu'« il [aurait] suffi de faire charger l'armée pour les sauver, lui et la France » et qu'ainsi « on n'en serait pas là aujourd'hui ». Plus tard dans l'année, elle participe à la controversée « Journée du livre français » à l'université Panthéon-Assas aux côtés notamment de Jean-Claude Martinez, Jacques Trémolet de Villers, Jean-François Chiappe et Dominique Venner.
En 2002, elle co-signe une pétition demandant une « solution rapide et décente aux problèmes fiscaux de Françoise Sagan », condamnée pour une fraude fiscale sur ses revenus de 1994 et devant à l’État 838 469 euros, en considérant que si « Françoise Sagan doit de l'argent à l’État, la France lui doit beaucoup plus : le prestige, le talent, un certain goût de la liberté et de la douceur de vivre ».
Elle est souvent considérée comme un « écrivain méchant » mais sous lequel se cachait une femme fragile.

## Œuvres
- La Première pierre, nouvelles, 1957.
- La Fanfaronne, roman, 1959. Rééd. 2009.
- Le Chemin des dames, roman, 1964. Rééd. 2002.
- La Passion selon Saint-Jules, roman, 1967. Rééd. 2007.
- Je t'apporterai des orages, roman, 1971. Rééd. 1994.
- Le Bateau du courrier, 1974, roman, Prix des Deux Magots.
- Mickey l'ange, roman, 1980. Rééd. 1995.
- Fleur de pêché, roman, 1980. Rééd. 1997.
- Le Roman de Sophie Trébuchet, roman, 1983, Prix Kléber-Haedens. Rééd. 2002.
- Amoureuse Colette, essai biographique, 1984.
- Les livres du point de croix, roman, avec Régine Deforges :
  - Le livre du point de croix, 1986.
  - Alphabets, 1987.
  - Fleurs et fruits, 1987.
  - Marquoirs, 1987.
- Le Bal du dodo, roman, 1989, Grand prix du roman de l'Académie française.
- Paris est une ville pleine de lions, photographies de Sophie Bassouls, essai, 1991.
- Maurice vue du ciel, photographies de Guido Alberto Rossi, 1991.
- La Gourmandise de Guillaume Apollinaire, essai, 1994.
- La Petite Main, roman, 1995.
- Adieu, phénomène, roman, 1999, Prix Maurice-Genevoix.

### Collaborations
- Présence de Paul-Jean Toulet, conception et réalisation par Michel Bulteau, avec Daniel Aranjo, Bernard Delvaille, Michel Déon, Jean Dutourd, Olivier Guichard, Hubert Juin, Jean Mistler, Jean d'Ormesson, Maurice Rheims, Jean-Marie Rouart, Robert Sabatier, Léopold Sédar Senghor et Pierre-Olivier Walzer, éditions de la Table ronde, 1985.
- Voyage à l'Ouest. Dix étapes en Loire-Atlantique, direction de Stéphane Hoffmann, avec Éric Neuhoff, Didier van Cauwelaert, Armel de Wismes, Luba Jurgenson, Patrick Besson, François Nourissier, Michel Déon, Félicien Marceau et Irène Frain, Albin Michel, 1991.

### Traductions
- Italie, Hachette, 1960.
- L'inculpé de James Barlow, roman, traduction, Plon, 1962.

### Préfaces
- Tragédies de Racine, Ambassade du livre, 1961.
- Pitié pour les femmes d’Henry de Montherlant, illustrations d’Édouard Georges Mac-Avoy, CAL, 1964.
- L'Air du pays de Kléber Haedens, Albin Michel, 1986.
- Barbey d'Aurevilly, 1808-1889, catalogue de l'exposition par Georges Fréchet, Bibliothèque historique de la ville de Paris, 1989.
- Le grand dictionnaire de cuisine. Viandes et légumes d’Alexandre Dumas, Edit-France, 1995.
- Châpos & légendes de Bernard Giquel, photographies de Jean-Michel Fauquet, Daily-Bul, 1998.
- Le manuel du petit point d’Anne-Marie Giffard, Jean-Claude Lattès, 1999.
- Vivre à l'île Maurice. La Vie en Varangue, photographies de Christian Vaisse, textes de Isabelle Desvaux de Marigny et Henriette Valentin Lagesse, éditions du Pacifique, 2002.
- Marie de Régnier de Robert Fleury, Tallandier, 2008.

### Postfaces
- Si le roi m'avait donné Paris sa grand'ville de Michel Fleury, discours liminaire de Bernard Billaud, Maisonneuve et Larose, 1994.

### Illustrations
- Drôle de jeu de Roger Vailland, avec E-W Mercier (?), Corréa, 1958.

## Distinctions

### Prix
Elle a reçu le Prix de la Plume de Diamant en 1968 pour La Passion selon Saint Jules, le Prix des Quatre-Jurys pour Je t'apporterai des orages en 1971, le Prix des Deux Magots pour Le Bateau du courrier en 1974, le Grand Prix de la ville de Paris pour Fleur de péché en 1980, le Prix Kléber Haedens, le Prix Roland de Jouvenel et le Prix de la ville de Nantes en 1983 pour Le Roman de Sophie Trébuchet, le Grand prix du roman de l'Académie française en 1989 pour Le Bal du dodo et le Prix Maurice-Genevoix pour Adieu, phénomène en 1999.

### Décorations
En 1972, elle refuse d'être faite chevalier des Arts et des Lettres.

## Filmographie
Elle adapte et écrit les dialogues, avec Alain Moury, Catherine Claude, Monique Lange et Jean Anouilh, du film Les Vierges, réalisé par Jean-Pierre Mocky en 1963.
Avec Jutta Brückner et Margarethe von Trotta, elle adapte le roman de Marguerite Yourcenar Le Coup de grâce, pour le cinéma. Le film, réalisé par Volker Schlöndorff, est sorti en 1976.
En 1980, elle adapte le roman de Guy de Maupassant Mont-Oriol sous l'autorité de Serge Moati.

## Chanson
- L'amour et le rugby, paroles avec Jacques Datin, interprétation d'Amarande, 45 tours, 1971, Festival.